# Aspidoquelonio

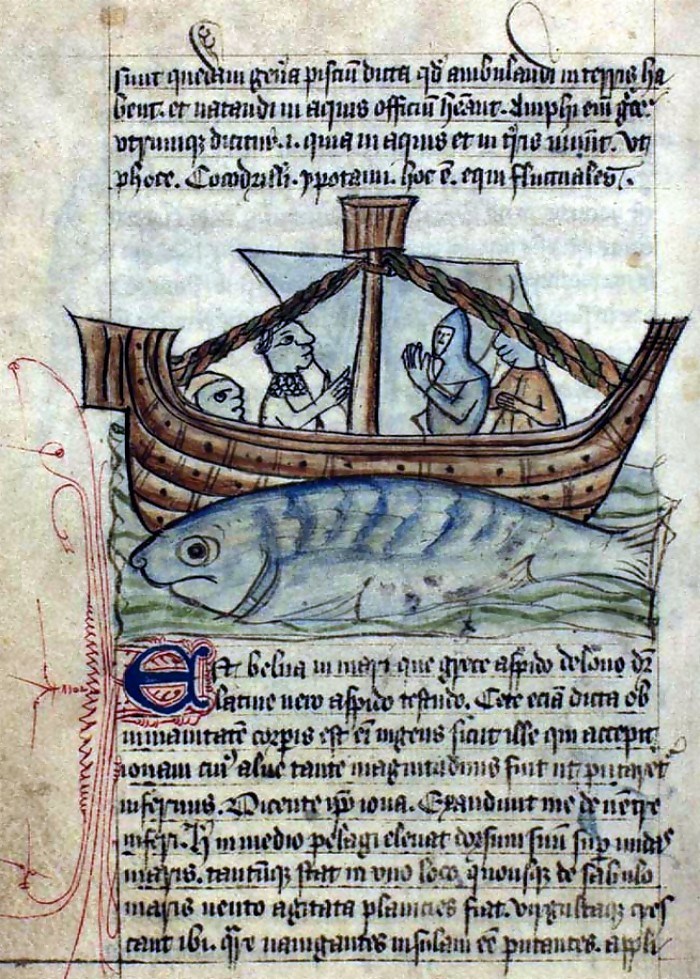
Un «gran pez» en el Bestiario de Anne Walsh (Danish Royal Library GKS 1633 4º: Bestiarius). En este caso también identificado con el Hafgufa o el Lyngbakr.

El «aspidoquelonio» (del griego ἀσπιδοχελώνη) era un monstruo marino descrito en el Physiologus, una tortuga gigante que parecía una isla, algo semejante al «gran pez» mencionado en los bestiarios medievales; también se le puede comparar con la ballena.